# Ariel Ardit
Ariel Ardit (Córdoba, 15 de mayo de 1974) es un reconocido cantante argentino de tango.

## Inicios
Nació en Córdoba, en el seno de una familia con antecedentes musicales. A la edad de 8 años, se trasladaron a Buenos Aires, donde Ardit radica desde entonces.
Después de dedicarse a varios oficios, estudió canto lírico y en 1998 debutó como cantante de tangos en un establecimiento nocturno de Almagro: El boliche de Roberto. Un año después, fue convocado por la Orquesta El Arranque, desempeñándose como su vocalista hasta 2005. Con esta formación, grabó cuatro discos.
En 2006, emprendió su carrera solista con el álbum Doble A, integrado tanto por tangos antiguos que tuvieron escasa difusión como por repertorio original.

## Consagración
En 2009, presentó dos nuevos discos: Lado B (homenaje a Homero Manzi por el centenario de su nacimiento) y Ni más ni menos. Un año después, conformó su propia orquesta típica, con la dirección del pianista Andrés Linetzky. Con este acompañamiento, ofreció el espectáculo A los cantores, un tributo a los intérpretes de la Edad de oro del tango. De este show en el Teatro N/D Ateneo, surgieron un CD y un DVD homónimos con el sello Sony BMG.
En 2013, grabó su quinto álbum solista: Yo lo canto hoy, cuyo concierto de lanzamiento en el Teatro Coliseo fue escogido por el periódico Clarín como uno de los 10 mejores del año.
En julio de 2014, llevó a cabo un programa especial en homenaje a Aníbal Troilo en la Televisión Pública Argentina, con conducción de Héctor Larrea. Posteriormente, repitió está actuación en el Festival de Tango de Lodz, Polonia. En ese mismo año, lanzó el disco Aníbal Troilo: 100 años en el Teatro Ópera, con gran convocatoria. Por este trabajo, en 2015, recibió el Premio Gardel como Mejor Álbum Artista Masculino de Tango y fue nominado al Premio Grammy Latino al Mejor Álbum de Tango. Paralelamente, estuvo a cargo del cierre de la Feria del Libro de Guadalajara y cantó en las ciudades colombianas de Medellín y Bogotá.
En 2015, también se le otorgó el Premio Kónex de Platino como Mejor Cantante de Tango de la década 2005-2015. El 24 de julio de este mismo año, acompañado por la Orquesta Filarmónica de Medellín, ofreció un concierto en el Aeropuerto Olaya Herrera, en conmemoración del 80° aniversario del trágico accidente aéreo en que falleció Carlos Gardel. Este repertorio se registró en el disco Gardel Sinfónico, merecedor del Premio Carlos Gardel como Mejor Álbum Artista Masculino de Tango y otra nominación al Premio Grammy Latino al Mejor Álbum de Tango. Asimismo, el espectáculo dio origen a una gira que incluyó al Teatro Metropolitano de Medellín, Teatro Solís de Montevideo, Teatro Real de Madrid, Teatro San Martín de Tucumán y una noche de clausura en el prestigioso Teatro Colón de Buenos Aires. 
Durante 2016, condujo el programa radial Ariel Ardit cuenta y canta en Radio Rivadavia y participó en el Festival Internacional de Cine de Mar del Plata junto a Elena Roger y Charo Bogarín. 
En noviembre de 2019, festejó sus 20 años de carrera con un concierto en el Teatro Coliseo.

## Discografía solista
- Doble A (2006)
- Lado B (2009)
- Ni más ni menos (2009)
- En vivo: A los cantores (2010)
- Yo lo canto hoy (2013)
- Aníbal Troilo: 100 años (2014)
- Gardel Sinfónico (2016)
- Íntimos (2018)

## Premios y reconocimientos
- Premio Kónex de Platino (2015)
- Premio Carlos Gardel Mejor Álbum de Artista Masculino de Tango (2015)
- Nominado a Premio Grammy Latino Mejor Álbum de Tango (2015)
- Nominado a Premio Grammy Latino Mejor Álbum de Tango (2016)
- Premio Carlos Gardel Mejor Álbum de Artista Masculino de Tango (2017)